# Giuseppe Caroli
Giuseppe Caroli (Martina Franca, 6 dicembre 1931) è un politico italiano.

## Biografia
Giuseppe Caroli nasce a Martina Franca il 6 dicembre 1931 . Settimo di nove figli, perde la madre all'età di diciotto anni.
Dopo aver conseguito la maturità classica presso il liceo "Tito Livio" di Martina Franca, si iscrive alla facoltà di Giurisprudenza presso l'Università degli Studi di Bari. Inizia ad esercitare la professione di avvocato a Martina Franca ma la sua vocazione politica, già manifesta dai tempi del liceo, lo induce presto a dedicarsi in maniera prevalente ai problemi di particolari categorie, agricoltori e artigiani, per estendersi a tutta la città.
Nel 1956, su invito di Alberico Motolese, si candida ed entra a far parte del consiglio comunale di Martina Franca come il più votato dei consiglieri. Ricopre per oltre 14 anni gli incarichi di assessore comunale e di vice sindaco. Intanto nella Democrazia Cristiana ricopre incarichi direttivi locali. Assume la Direzione Provinciale della Cassa Mutua Commercianti di Taranto.
Dal 1958 è componente del Comitato Provinciale della DC e della Giunta provinciale esecutiva, assumendo in tempi diversi la direzione dell'Ufficio SPES, quello dei problemi di Economia e Lavoro, e quello delle attività culturali.
Infine è nominato vice segretario provinciale della DC.
Nel 1968 su invito del Segretario nazionale della Democrazia Cristiana Mariano Rumor si candida al Parlamento nazionale. Viene eletto deputato all'età di 36 anni, risultando uno dei due deputati più giovani d'Italia. È eletto deputato nella circoscrizione di Lecce - Brindisi - Taranto. Nel 1979 è tra i deputati più suffragati d'Italia: 108.629 voti di preferenza.
È rieletto ancora nel 1972, 1976, 1979, 1983, 1987 e 1992, quindi ininterrottamente per sette legislature e un totale di 26 anni in carica. Dal 1992 al 1994 fu anche capogruppo della DC nella Commissione Difesa della Camera dei deputati. Nel corso delle legislature è componente delle Commissioni: Difesa, Giustizia, Igiene e Sanità pubblica, Interni, Affari Costituzionali, Industria e Commercio, Agricoltura e Foreste, Bilancio e Partecipazioni Statali, componente inoltre del Comitato paritetico bicamerale per l'indagine conoscitiva sull'assicurazione obbligatoria degli autoveicoli (dal 29 marzo 1977 al 6 aprile 1978).
Giuseppe Caroli è stato firmatario e co-firmatario di circa trecento progetti di legge, tra questi: riforma dell'organizzazione giudiziaria, norme a tutela dell'embrione umano, norme per l'elezione diretta del sindaco, abolizione della pena di morte nel codice penale militare di guerra, norme per il risarcimento di danni fisici o patrimoniali subiti in conseguenza di attentati perpetrati dalla criminalità organizzata, disciplina dei partiti e dei movimenti politici, delle fonti di finanziamento, della propaganda elettorale, agevolazioni a favore delle vittime di richieste di natura estorsiva, esercizio del diritto di voto degli italiani all'estero, norme in materia di investimenti esteri in Italia ed agevolazioni alle imprese industriali per l'impianto, l'ampliamento e lo sviluppo di centri di ricerca scientifica e tecnologica, nuove norme per miglioramenti e perequazione dei trattamenti pensionistici, norme sulla definizione e razionalizzazione di procedimenti amministrativi per la tutela preventiva dell'ambiente, principi fondamentali in materia di formazione professionale, norme per il diritto al lavoro dei disabili, norme per la realizzazione e la gestione di un acquedotto sottomarino tra l'Albania e l'Italia.
Per quanto riguarda la sua circoscrizione si occupò di Italsider, Arsenale Militare, trasferimento area navale dal Mar Piccolo al Mar Grande, programma di interventi di recupero, restauro e valorizzazione del patrimonio artistico barocco della città di Lecce, norme per la cessione gratuita all'Istituto autonomo case popolari di Taranto di immobili siti in Taranto ma appartenenti al patrimonio dello Stato.
Contribuì, nel 1975, alla creazione da parte del fratello Alessandro Caroli del Festival della Valle d'Itria a Martina Franca. I suoi sostenitori vennero definiti i "carolingi".

## Gli incarichi di Governo, le minacce di Prima Linea
Dalla metà degli anni '70 in poi Caroli aggiunge al suo ruolo di parlamentare quello di membro dell'esecutivo, infatti, in sei governi, viene nominato sottosegretario di stato:
- nel Governo Andreotti III dal 27/7/76 all'11/3/78 è sottosegretario alla Difesa; fa parte della Commissione Industria.
- nel Governo Andreotti IV dall'11/3/78 al 20/3/79 è sottosegretario alla Difesa.
- nel Governo Andreotti VI dal 23/3/79 al 4/8/79 è sottosegretario alla Difesa.
- nel Governo Forlani dal 18/10/80 al 20/6/81 è sottosegretario alla Marina Mercantile.
- nel Governo Fanfani V dal 1/12/82 al 4/8/83 è sottosegretario alle Finanze.
- nel Governo Craxi I dal 4/8/83 al 4/8/86 è sottosegretario alle Finanze.

Il ministro Compagna gli affida ripetutamente l'incarico di rappresentare l'Italia a Parigi e a Bruxelles.
Agli inizi degli anni '80 continuerà a rappresentare l'Italia in campo internazionale; incontrerà, tra gli altri, il segretario di Stato degli Stati Uniti George P. Shultz a Washington, ed ancora nel 1984 verrà inviato a rappresentare l'Italia nella Repubblica di El Salvador in occasione dell'elezione del primo presidente democratico Josè Napoleòn Duarte.
Fu oggetto di attenzione da parte di Prima Linea, un'organizzazione armata di sinistra terrorista; il nome dell'on. Giuseppe Caroli comparve infatti in un elenco di persone da rapire rinvenuto in un covo di Prima linea in territorio tarantino, motivo per cui venne tenuto sotto scorta per lungo tempo, giorno e notte (durante la campagna elettorale del 1983 fu costretto a modificare continuamente l'orario dei comizi per evitare qualsiasi preparazione di attentati nei suoi confronti).
Nel corso della sua lunga carriera politica è anche presidente dell'Associazione per l'Amicizia con l'Albania e la Libia, incontra più volte il Presidente dell'Albania e il Presidente libico Gheddafi per risolvere i nodi del difficile rapporto con l'Italia.
Nel frattempo, a partire dal 1989, ricopre anche l'incarico di vicepresidente dell'Italgenco, Italiana Generali Costruzioni S.p.A., società italiana capogruppo del comparto costruzioni generali e grandi lavori di IRI-Italstat.

## Dopo la caduta della Prima Repubblica
Nel 1994, dopo la scissione della Democrazia Cristiana, diventa componente della giunta nazionale del Centro Cristiano Democratico, partito di cui diviene presidente provinciale e successivamente anche segretario regionale pugliese.
Nel 2003 viene nominato coordinatore regionale degli enti locali del partito di Forza Italia in Puglia.